# Lycoriella curvispinosa
Lycoriella curvispinosa är en tvåvingeart som beskrevs av Yang, Zhang och Yang 1993. Lycoriella curvispinosa ingår i släktet Lycoriella och familjen sorgmyggor.
Artens utbredningsområde är Fujian (Kina). Inga underarter finns listade i Catalogue of Life.